# سیارک ۷۳۵

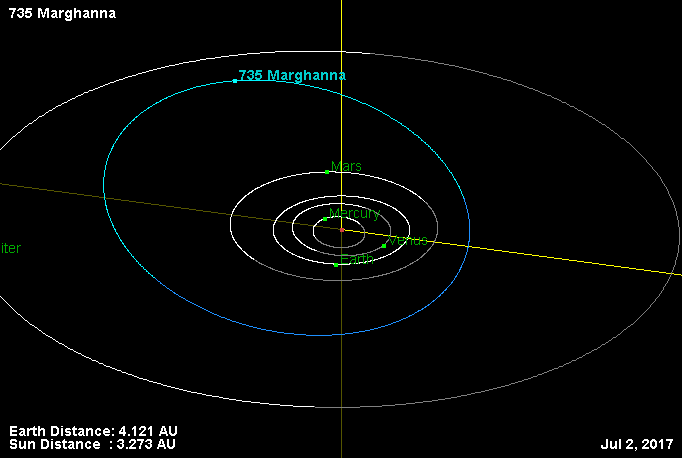
نمایی از محل قرارگیری سیارک ۷۳۵ در مدار – ۲۰۱۷

سیارک ۷۳۵ (به انگلیسی: 735 Marghanna، نامگذاری:1912PY) هفتصد و سی و پنجمین سیارک کشف شده‌است که در ۹ دسامبر ۱۹۱۲ و در هایدلبرگ کشف شد.
قدر مطلق سیارک برابر ۹٫۵۵ است.